# Per Mollerup
Per Mollerup (født 20. februar 1942 i Nakskov) er en dansk designer, akademiker og forfatter.
Per Mollerup er doktor i arkitektur fra Lunds Universitet (1997) og cand. merc. fra Handelshøjskolen i Aarhus (nu School of Business and Social Sciences) (1968). 1974–1984 redigerede og udgav Per Mollerup Mobilia Design Magazine. 1984–1988 redigerede og udgav han Tools Design Journal. 1984-2009 ejede og drev han Designlab, et designfirma specialiseret i wayshowing and branding. 2005-2009 var Per Mollerup professor i design ved Konsthøgskolen i Oslo. Siden 2009 har han været professor i kommunikationsdesign på Swinburne University of Technology, School of Design, Melbourne, Australien. 

## Æresbevisninger
- Knud V. Engelhardt Prisen - 1986
- Thorvald Bindesbøll Medaljen - 1996
- Forening for Boghaandværks Årspris- 1997[14]
- Dansk svensk kulturpris, Foreningen Norden - 2000
- Statens Kunstfonds livsvarige hæderspris - 2016
- Æresprisen 2020, Dansk Designråd

## Design
Sammen med sit designfirma, Designlab, designede Per Mollerup 1984-2009 visuel profil og wayshowing (skilteprogram mv) for offentlige og private virksomheder, blandt andet for Københavns Lufthavn (1989),  Oslo Lufthavn (1996), Stockholm Arlanda Lufthavn (1998) og Arlanda Express, lufthavnstog (1998). I 2002 designede Mollerup Designlab den visuelle profil og skiltningen for Metroen i København. Andre opgaver I den offentlige sektor omfattede hospitaler og museer I Danmark og udlandet. Designlab modtog Dansk Designråds pris for fremragende grafisk design ni gange.
Sammen med internationale ekspertgrupper udarbejdede Per Mollerup forslag til nationale design politikker for Estland( 2003), Letland (2004), and Litauen (2008). 

## Bøger af Per Mollerup (udvalg)
- Virksomhedens Design Program (1980, 1987, norsk udgave 1988)
- Design til at leve med (1986, norsk udgave (1998) svensk udgave (1997 og 2007), litauisk 2010)
- Godt nok er ikke nok. Betragtgninger og offentligt design (1992)
- Marks of Excellence: The History and Taxonomy of Trademarks (1997, revideret og udvidet udgave 2013, fransk udgave 1997)
- Collapsibles: A Design Album of Space-Saving Objects (2002, franske og tyske udgaver 2002, USA udgave: Collapsible: The Genius of Space-Saving Design 2002)
- Wayshowing: A Guide to Environmental Signage (2005)
- Brandbook: Branding, Følelser, Fornuft (2008)
- PowerNotes: Slide presentations reconsidered (2011) Downloadable fra http://hdl.handle.net/1959.3/191214
- Wayshowing>Wayfinding: Basic & Interactive (2013)
- Data Design: Visualising quantities, locations, connections (2015)
- Simplicity: A Matter of Design (2015, i tryk)
- Pretense Design: Surface over Substance (2019)
- Dansk design: Ganske enkelt (2019)